# Texas League
Texas League es una liga de béisbol profesional de Estados Unidos que opera al centro-sur de ese país. Forma parte de las Ligas Menores, categoría Doble A. Cada equipo está afiliado a otro de las Grandes Ligas con el fin de fomentar el desarrollo de beisbolistas para el posterior ingreso a las mayores.
La liga fue fundada en 1888 pero en 1890 fue cancelada. Luego en 1902 arrancó nuevamente como Clase D y fue ascendida a Clase C dos años después. Para 1910 fue movida a Clase B y desde 1921 pasó a ser una competición Clase A, manteniéndose de manera ininterrumpida hasta la llegada de la Segunda Guerra Mundial, razón por la cual se tuvo que suspender. Entre 1959 y 1961 formó la Pan American Association junto a la Liga Mexicana de Béisbol. Después de ello la Texas League siguió sus campeonatos de manera propia, hasta que en 1971 jugó series con la Southern League. En la actualidad la Liga de Texas está compuesta por dos divisiones, la norte y la sur; pese al nombre de la liga también participan equipos de los estados Arkansas, Misuri y Oklahoma, todos en la división norte.

## Equipos actuales
| División | Equipo                      | Afiliación en MLB    | Ciudad                      | Estadio                           | Capacidad |
| -------- | --------------------------- | -------------------- | --------------------------- | --------------------------------- | --------- |
| Norte    | Arkansas Travelers          | Seattle Mariners     | North Little Rock, Arkansas | Dickey-Stephens Park              | 7,200     |
| Norte    | Northwest Arkansas Naturals | Kansas City Royals   | Springdale, Arkansas        | Arvest Ballpark                   | 7,305     |
| Norte    | Springfield Cardinals       | St. Louis Cardinals  | Springfield, Misuri         | Hammons Field                     | 10,486    |
| Norte    | Tulsa Drillers              | Los Angeles Dodgers  | Tulsa, Oklahoma             | ONEOK Field                       | 7,833     |
| Norte    | Wichita Wind Surge          | Minnesota Twins      | Wichita, Kansas             | Riverfront Stadium                | 12,000    |
| Sur      | Amarillo Sod Poodles        | Arizona Diamondbacks | Amarillo, Texas             | Hodgetown                         | 6,631     |
| Sur      | Corpus Christi Hooks        | Houston Astros       | Corpus Christi, Texas       | Whataburger Field                 | 7,679     |
| Sur      | Frisco RoughRiders          | Texas Rangers        | Frisco, Texas               | Riders Field                      | 10,316    |
| Sur      | Midland RockHounds          | Oakland Athletics    | Midland, Texas              | Monumentum Bank Ballpark          | 6,669     |
| Sur      | San Antonio Missions        | San Diego Padres     | San Antonio, Texas          | Nelson W. Wolff Municipal Stadium | 9,200     |

## Historial
| - 1888 Dallas Hams - 1889 Houston Mud Cats - 1890 Galveston Sand Crabs - 1891 No operó - 1892 Houston Mud Cats - 1893 No operó - 1894 No operó - 1895 Fort Worth Panthers - 1896 Houston Buffaloes - 1897 Galveston Sand Crabs/San Antonio Bronchos - 1898 Desierto - 1899 Galveston Sand Crabs - 1900 No operó - 1901 No operó - 1902 Corsicana Oil Citys - 1903 Dallas Giants - 1904 Corsicana Oil Citys - 1905 Fort Worth Panthers - 1906 Cleburne Railroaders - 1907 Austin Senators - 1908 San Antonio Bronchos - 1909 Houston Buffaloes - 1910 Dallas Giants/Houston Buffaloes - 1911 Austin Senators - 1912 Houston Buffaloes - 1913 Houston Buffaloes - 1914 Waco Navigators/Houston Buffaloes - 1915 Waco Navigators - 1916 Waco Navigators - 1917 Dallas Giants - 1918 Dallas Giants - 1919 Shreveport Gassers - 1920 Fort Worth Panthers - 1921 Fort Worth Panthers - 1922 Fort Worth Panthers - 1923 Fort Worth Panthers - 1924 Fort Worth Panthers - 1925 Fort Worth Panthers - 1926 Dallas Steers - 1927 Wichita Falls Spudders |  | - 1928 Houston Buffaloes - 1929 Dallas Steers - 1930 Fort Worth Panthers - 1931 Houston Buffaloes - 1932 Beaumont Exporters - 1933 San Antonio Missions - 1934 Galveston Buccaneers - 1935 Oklahoma City Indians - 1936 Tulsa Oilers - 1937 Fort Worth Cats - 1938 Beaumont Exporters - 1939 Fort Worth Cats - 1940 Houston Buffaloes - 1941 Dallas Rebels - 1942 Shreveport Sports - 1943 No operó - 1944 No operó - 1945 No operó - 1946 Dallas Rebels - 1947 Houston Buffaloes - 1948 Fort Worth Cats - 1949 Tulsa Oilers - 1950 San Antonio Missions - 1951 Houston Buffalos - 1952 Dallas Eagles/Shreveport Sports - 1953 Dallas Eagles - 1954 Shreveport Sports/Houston Buffalos - 1955 Dallas Eagles/Shreveport Sports - 1956 Houston Buffalos |  | - 1957 Dallas Eagles/Houston Buffalos - 1958 Fort Worth Cats/Corpus Christi Giants - 1959 Victoria Rosebuds/Austin Senators - 1960 Rio Grande Valley Giants/ Tulsa Oilers - 1961 Amarillo Gold Sox/San Antonio Missions - 1962 El Paso Sun Kings/Tulsa Oilers - 1963 San Antonio Bullets/Tulsa Oilers - 1964 San Antonio Bullets - 1965 Albuquerque Dodgers - 1966 Arkansas Travelers/Austin Braves - 1967 Albuquerque Dodgers - 1968 El Paso Sun Kings - 1969 Memphis Blues - 1970 Albuquerque Dodgers - 1971 Arkansas Travelers - 1972 El Paso Sun Dodgers - 1973 Memphis Blues - 1974 Victoria Toros - 1975 Midland Cubs/Lafayette Drillers - 1976 Amarillo Gold Sox - 1977 Arkansas Travelers - 1978 El Paso Diablos - 1979 Arkansas Travelers - 1980 Arkansas Travelers - 1981 Jackson Mets - 1982 Tulsa Drillers |  | - 1983 Beaumont Golden Gators - 1984 Jackson Mets - 1985 Jackson Mets - 1986 El Paso Diablos - 1987 Wichita Pilots - 1988 Tulsa Drillers - 1989 Arkansas Travelers - 1990 Shreveport Captains - 1991 Shreveport Captains - 1992 Wichita Wranglers - 1993 Jackson Generals - 1994 El Paso Diablos - 1995 Shreveport Captains - 1996 Jackson Generals - 1997 San Antonio Missions - 1998 Tulsa Drillers - 1999 Wichita Wranglers - 2000 Round Rock Express - 2001 Arkansas Travelers - 2002 San Antonio Missions - 2003 San Antonio Missions - 2004 Frisco RoughRiders - 2005 Midland RockHounds - 2006 Corpus Christi Hooks - 2007 San Antonio Missions - 2008 Arkansas Travelers - 2009 Midland RockHounds - 2010 Northwest Arkansas Naturals - 2011 San Antonio Missions - 2012 Springfield Cardinals - 2013 San Antonio Missions - 2014 Midland RockHounds - 2015 Midland RockHounds - 2016 Midland RockHounds - 2017 Midland Rockhounds - 2018 Tulsa Drillers - 2019 Amarillo Sod Poodles - 2020 Cancelado - 2021 Northwest Arkansas Naturals |